# Inwood (Nova York)
Inwood és una concentració de població designada pel cens dels Estats Units a l'estat de Nova York. Segons el cens del 2000 tenia 9.325 habitants.

## Demografia
Segons el cens del 2000, Inwood tenia 9.325 habitants, 3.041 habitatges, i 2.253 famílies. La densitat de població era de 2.117,9 habitants per km².
Dels 3.041 habitatges en un 37,2% hi vivien nens de menys de 18 anys, en un 47,2% hi vivien parelles casades, en un 21,1% dones solteres, i en un 25,9% no eren unitats familiars. En el 21,7% dels habitatges hi vivien persones soles el 12,1% de les quals corresponia a persones de 65 anys o més que vivien soles. El nombre mitjà de persones vivint en cada habitatge era de 3,06 i el nombre mitjà de persones que vivien en cada família era de 3,55.
Per edats la població es repartia de la següent manera: un 27,8% tenia menys de 18 anys, un 8,7% entre 18 i 24, un 30,7% entre 25 i 44, un 19,7% de 45 a 60 i un 13,1% 65 anys o més.
L'edat mediana era de 34 anys. Per cada 100 dones de 18 o més anys hi havia 83 homes.
La renda mediana per habitatge era de 41.334 $ i la renda mediana per família de 48.345 $. Els homes tenien una renda mediana de 36.788 $ mentre que les dones 28.482 $. La renda per capita de la població era de 16.009 $. Entorn del 12,4% de les famílies i el 14,6% de la població estaven per davall del llindar de pobresa.